# Episodi di Deadbeat (terza stagione)
La terza e ultima stagione della serie televisiva Deadbeat negli Stati Uniti è stata pubblicata su Hulu il 20 aprile 2016.
In Italia la stagione è stata pubblicata su Mediaset Infinity il 10 agosto 2016 e successivamente è stata trasmessa in prima visione sul canale pay Joi dal 23 agosto 2016. In chiaro è stata trasmessa su Italia 1 dal 21 dicembre 2017.
| nº | Titolo originale           | Titolo italiano           | Pubblicazione USA | Pubblicazione Italia |
| -- | -------------------------- | ------------------------- | ----------------- | -------------------- |
| 1  | El Caboose                 | La fine dei palloncini    | 20 aprile 2016    | 10 agosto 2016       |
| 2  | Digging Up The Past        | La capsula del tempo      | 20 aprile 2016    | 10 agosto 2016       |
| 3  | Bong Pong                  | L'aspirapolvere           | 20 aprile 2016    | 10 agosto 2016       |
| 4  | The Cindy 500              | Cindy 500                 | 20 aprile 2016    | 10 agosto 2016       |
| 5  | Weeknight at Skillitz      | Un altro come me          | 20 aprile 2016    | 10 agosto 2016       |
| 6  | Hawk Smith                 | Il giustiziere mascherato | 20 aprile 2016    | 10 agosto 2016       |
| 7  | Am-Ish                     | Il fantasma Amish         | 20 aprile 2016    | 10 agosto 2016       |
| 8  | The Duchess of Stourbridge | Ladri d'arte              | 20 aprile 2016    | 10 agosto 2016       |
| 9  | The Shawshanked Redemption | Il tatuaggio incompleto   | 20 aprile 2016    | 10 agosto 2016       |
| 10 | Diaper Training            | Il lottatore di sumo      | 20 aprile 2016    | 10 agosto 2016       |
| 11 | Medieval Dead              | Giochi di ruolo           | 20 aprile 2016    | 10 agosto 2016       |
| 12 | Abra-Cadaver               | 20 casi in un giorno      | 20 aprile 2016    | 10 agosto 2016       |
| 13 | Death List Three           | Lista di morte            | 20 aprile 2016    | 10 agosto 2016       |